# ジャイルズ・ジャイルズ&フリップ
ジャイルズ・ジャイルズ&フリップ（Giles, Giles and Fripp）は、イングランドのロック・グループ。1967年8月にマイケル・ジャイルズ（ドラム、ボーカル）とピーター・ジャイルズ（ベース、ボーカル）のジャイルズ兄弟とロバート・フリップ（ギター）によって結成された。
彼等の音楽はポップ・ミュージック、サイケデリック・ロック、フォーク、ジャズ、クラシック音楽の影響といったものを折衷的に混ぜ合わせたようなものだった。やがて彼等は先駆的なプログレッシブ・ロック・バンドのキング・クリムゾンへと進化した。

## 略歴
ジャイルズ兄弟は故郷のドーセット州ボーンマスで、歌えるキーボード奏者を探して新聞広告を出した。それに応えて現れたギタリストのロバート・フリップは、キーボードには精通していないうえに歌えなかったにもかかわらず採用された。彼等は1967年の終わりから1968年の終わり頃までロンドンのブロンデスベリー・ロードに住み、家で多くのデモ録音を制作した。初期のデモはすぐにイギリスのデッカ・レコード内に新しく設立されたデラム・レコード部門とのレコーディング契約につながった。
1968年、彼等は約3か月の楽曲制作を経て3月から4月にかけて4日でレコーディングを行なった。6月28日にデビュー・シングル"One in a Million / Newly Weds"、9月13日にアルバム『チアフル・インサニティ・オブ・ジャイルズ・ジャイルズ&フリップ』が発表されたが、同アルバムは「全世界で」（フリップ談）600部という同年のデラム・レコード最低の売り上げ枚数を記録した。
デビュー・シングルの発表に先立つ6月7日、イアン・マクドナルド（サクソフォーン、フルート、クラリネット）と元フェアポート・コンヴェンションのジュディ・ダイブル（ボーカル）が加入した。ダイブルは翌7月に脱退し、4人は'Thursday Morning'にマクドナルドのクラリネットとボーカルをオーバー・ダビングして、10月11日にシングル"Thursday Morning / Elephant Song"を発表した。その後も彼等はホーム・レコーディングを続けた。デモはオーバー・ダビングを可能にするように作り直された高品質の2トラックRevoxレコーダーで制作され、完成したモノラル音源には当時のスタジオ・クオリティに近い優れたサウンドを持つものもあった。彼等は'She Is Loaded'や'Under the Sky'などを録音したが、デラムはいずれも拒絶した。
一方、彼等は同年9月9日、BBCラジオの「My Kind of Folk」（フランシス・ライン・プロデュース）に出演したシンガーソングライターのアル・スチュワートのバック・バンドを務め、マクドナルドはオルガンを演奏した。曲目は'You Should Have Listened to Al'、'Manuscript'、'Old Compton Street Blues'、'Room of Roots'、'In Brooklyn'だった。合計21分のセッションの記録が存在している。
同年11月、BBCにおいて出演番組の試写を見た直後、ピーター・ジャイルズが脱退した。フリップは同郷の知人グレッグ・レイク（ベース、ボーカル）を招聘、フリップ、マクドナルド、マイケル・ジャイルズ、レイクにマクドナルドの曲の詞を書いていたピート・シンフィールドを加えた面々はキング・クリムゾンと名乗り、1969年にアルバム『クリムゾン・キングの宮殿』でデビューした。

### その後
1970年、キング・クリムゾンを脱退したマイケル・ジャイルズはピーターと共に、キング・クリムゾンの2作目のアルバム『ポセイドンのめざめ』に客演。同アルバムの収録曲「平和/終章」にはホーム・レコーディングの'Passages of Time'のメロディの一部が流用された。
ダイブルは、元ゼムのジャッキー・マッコーリーとトレイダー・ホーン（Trader Horne）というデュオを結成した。
1971年、ジャイルズ兄弟とマクドナルドはアルバム『マクドナルド・アンド・ジャイルズ』を発表した。
1976年に発表されたキング・クリムゾンの編集アルバム『新世代への啓示』に、後にキング・クリムゾンのデビュー・アルバムに収録されたマクドナルドとシンフィールドの共作「風に語りて」をダイブルが歌った初期バージョンが収録された。
2001年、ピーター・ジャイルズがホーム・レコーディングの未発表音源の編集に携わった。これらの音源は同年、LP”Metaphormosis”、CD"The Brondesbury Tapes"として発表された。
2020年、ダイブル病没。享年71歳。
2022年、マクドナルド病没。享年75歳。

## メンバー
- マイケル・ジャイルズ　Michael Giles – ボーカル、ドラム、パーカッション
- ピーター・ジャイルズ　Peter Giles – ボーカル、ベース
- ロバート・フリップ　Robert Fripp – ギター
- イアン・マクドナルド　Ian McDonald – サクソフォーン、フルート、クラリネット
- ジュディ・ダイブル　Judy Dyble – ボーカル

## ディスコグラフィ

### アルバム
- チアフル・インサニティ・オブ・ジャイルズ・ジャイルズ&フリップ　The Cheerful Insanity of Giles, Giles and Fripp (1968年）

### シングル
- "One in a Million / Newly Weds"[17] (1968年）
- "Thursday Morning / Elephant Song"[18] (1968年）

### コンピレーション・アルバム
- Metaphormosis[15]（2001年）
- ザ・ブロンデスベリー・テープス　The Brondesbury Tapes[14]（2001年）

### その他
- キング・クリムゾン: 新世代への啓示　A Young Person's Guide to King Crimson (1976年) ※ダイブルを含む5人編成で制作した「風に語りて」を収録。